# Parlamento della Liberia
Il Parlamento della Liberia (in inglese Parliament of Liberia) è il parlamento bicamerale della Repubblica della Liberia.
Esso si compone di una camera bassa di 73 membri, la Camera dei rappresentanti, e di una camera alta di 30 membri, il Senato.